# ادواردو توزیو
ادواردو توزیو (انگلیسی: Eduardo Tuzzio؛ زادهٔ ۳۱ ژوئیهٔ ۱۹۷۸) بازیکن فوتبال اهل آرژانتین است.
از باشگاه‌هایی که در آن بازی کرده‌است می‌توان به باشگاه فوتبال ریور پلاته، باشگاه ورزشی رئال مایورکا، باشگاه فوتبال اتلتیکو تیگره، باشگاه ورزشی سن لورنسو آلماگرو، باشگاه فوتبال المپیک مارسی، و باشگاه اتلتیکو ایندپندینته اشاره کرد.
وی همچنین در تیم ملی فوتبال آرژانتین بازی کرده‌است.